# Колін Фінлейсон
Колін Фінлейсон (англ. Colin Finlayson, 24 січня 1903 — 11 березня 1955) — канадський академічний веслувальник.
Срібний призер Олімпійських Ігор 1924 року в складі розпашної четвірки без стернового.